# 诺伊曼边界条件
在数学中，诺伊曼边界条件（Neumann boundary condition) 也被称为常微分方程或偏微分方程的“第二类边界条件”。诺伊曼边界条件指定了微分方程的解在边界处的微分。
在常微分方程情况下，如
{\displaystyle {\frac {d^{2}y}{dx^{2}}}+3y=1}
在区间{\displaystyle [0,1]}，
诺伊曼边界条件有如下形式：
{\displaystyle y'(0)=\alpha _{1}}
{\displaystyle y'(1)=\alpha _{2}}
其中{\displaystyle \alpha _{1}}和{\displaystyle \alpha _{2}}是给定的数值。 
一个区域{\displaystyle \Omega \subset R^{n},}上的偏微分方程，如
{\displaystyle \Delta y+y=0}
({\displaystyle \Delta }表示拉普拉斯算子)，诺伊曼边界条件有如下的形式：
{\displaystyle {\frac {\partial y}{\partial \nu }}(x)=f(x)\quad \forall x\in \partial \Omega .}
这里，{\displaystyle \nu }表示边界{\displaystyle \partial \Omega }处(向外的)法向；{\displaystyle f}是给定的函数。法向定义为
{\displaystyle {\frac {\partial y}{\partial \nu }}(x)=\nabla y(x)\cdot \nu (x)}
其中∇是梯度，圆点表示内积。

## 参看
- 狄利克雷边界条件